# Megint Nyugat
A megint nyugat kortárs irodalmi lap. A címben a kis kezdőbetűk szándékoltak, arra utalva, hogy nem a legendás Nyugat folytatóiként tekintenek magukra a szerkesztők.
Az első szám 2007 júliusában 30 000 példányban, a második szám 2007 októberében 15 000 példányban, a harmadik szám 2008 márciusában – a Nemzeti Kulturális Alap pályáztatási rendszere elleni tiltakozás jegyében – egyetlen példányban jelent meg. A lap megjelentetése azóta szünetel.

## Csapat
- Mártonyi Zoltán – alapító-főszerkesztő, a lap kiadója
- Pajtók Ágnes – szerkesztő
- Lukács Emese – művészeti vezető

## Küldetés
A szerkesztők küldetésükről és az irodalomtörténeti előzményekről az alábbiak szerint vallanak:
„A kortárs irodalom nem önmagáért való, vagy ünnepnapokra tartogatott ínyencség, hanem mindennapi fogyasztásra szánt táplálék, ami egészségessé tesz, amit házhoz vinni, kézbe adni kell, hogy úgy ne járjunk, mint a hosszú hajóutak matrózai, akik zöldségek és gyümölcsök hiányában fogatlan vérző ínnyel, lepedékes szájjal vicsorogva átkozták a sorsukat.
Nem újra- vagy újjáéleszteni, folytatni vagy másolni kívánunk, az egyszerre lenne képtelenség és szemtelenség. Tisztelettel tekintünk a Nyugatra, de a Válaszra is, és Ignotus vagy Sárközi Márta példája egyaránt lelkesít és alázatra int. S ha a ”megint nyugat„ mégis egy lapra kerül majd a Nyugattal, s nemcsak az abc rendje miatt, az nem a kiadó érdeme, hanem a költőké és az íróké, akik ezt a kezdeményezést felkarolják, akik soraikkal megtöltik az oldalakat, gondolataikkal a fejeket, szellemükkel a szíveket.”